# بلازا لويات (مجمع تجاري)

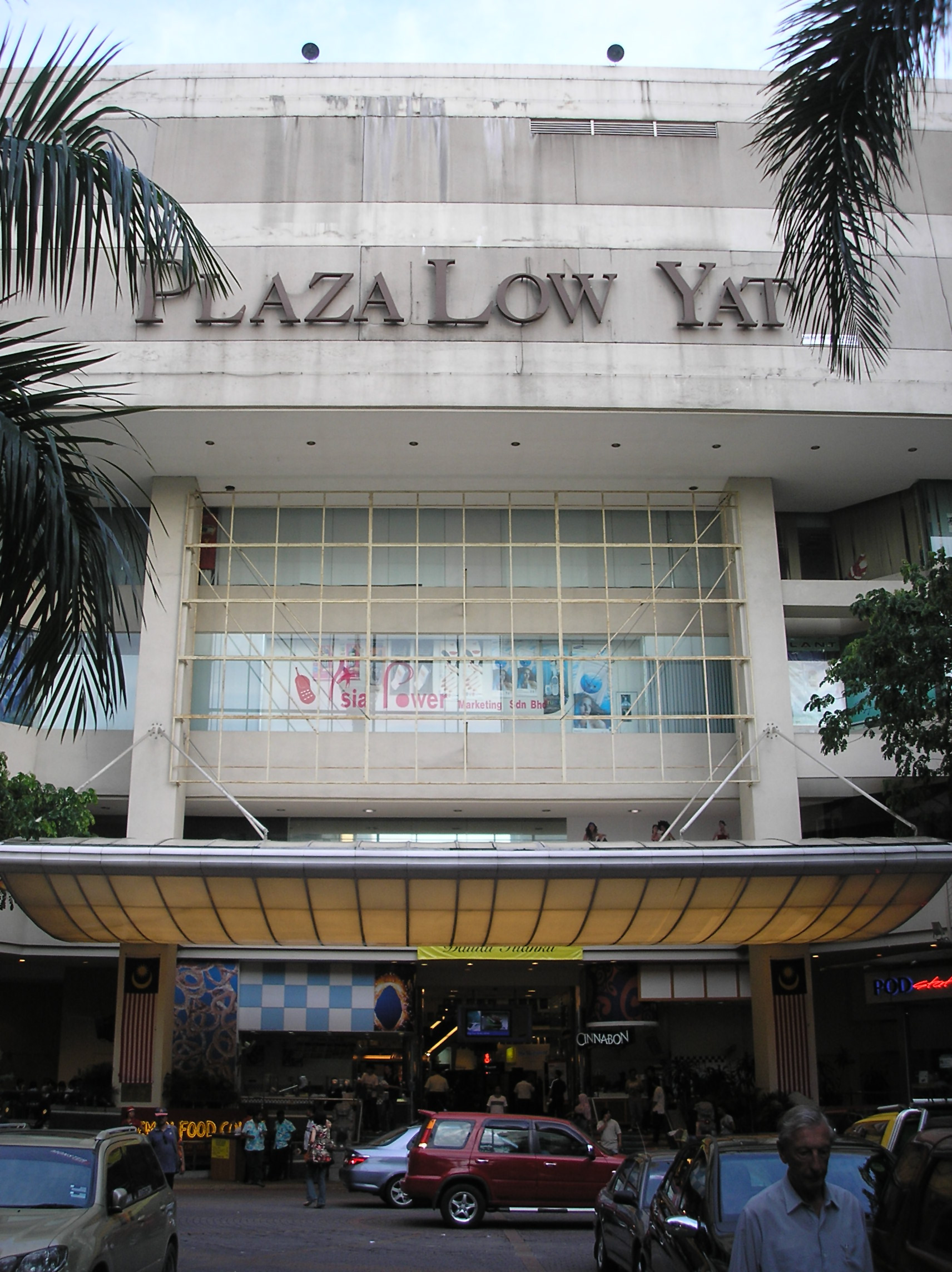
إحدى واجهات بلازا لويات.

بلازا لويات (بالإنجليزية: Plaza Low Yat) (يعرف أيضًا بـ لويات بلازا) مجمع تجاري متخصص في الإلكترونيات يقع في قلب العاصمة كوالالمبور في ماليزيا. يبلغ المجمع التجاري عدة طوابق غالبًا ما تكون مرتبة بحيث يضم كل طابق نوعًا معينًا من السلع التجارية الإلكترونية كالهواتف والأجهزة المحمولة والحواسيب ومتتبعات نظام تحديد المواقع العالمي.
غالبًا ما تضع الشركات لها وكالة في بلازا لويات حتى تسهل الوصول لخدماتها حيث يقصد المجمع التجاري كثير ممن يهتمون بالتقنية وجديدها.